# 合成 (军事)

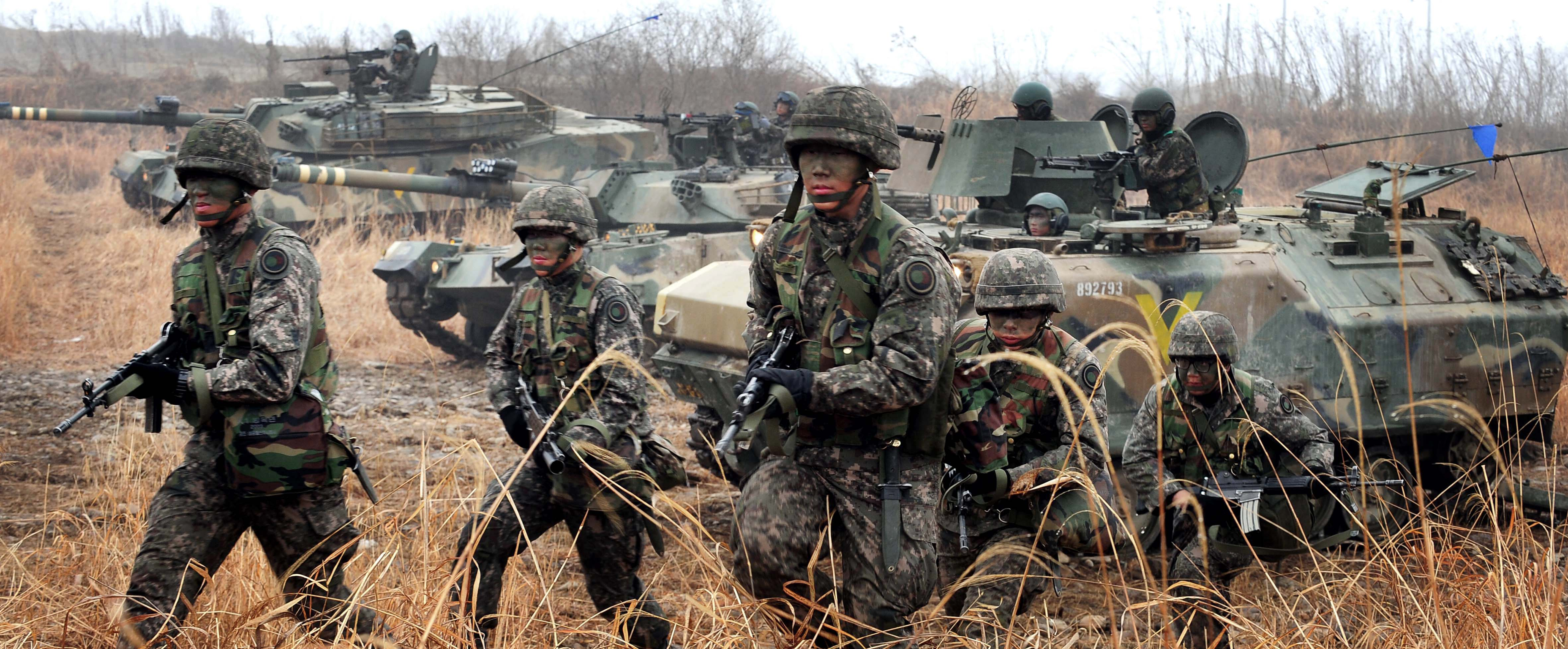
韩国国军的主攻K1坦克、負責保障的装甲车与支持車隊行動的步兵聯合演練

合成 （英語：Combined Arms），又称联合兵种 ，简称联兵，中国人民解放军称之为诸兵种合成，是一种通过融合军队中的不同兵种相互协同以完成作战目标的作战手段（例如部署步兵与装甲车辆进行步坦协同）。
尽管合成部队中的低级军事单位可能是相似的兵种（比如不同的裝甲車），但这些单位按照一定比例编组進行分工，会组合成一个更加有效的高级军事单位，不管这些编组是固定的还是临时的。例如，装甲师就是现代合成兵种学说的典范，由步兵、坦克、火炮、侦察，甚至可能还有陆军航空兵的单位组成。这些单位都统一由一个指挥部来指挥。
此外，如果情况需要，大多数现代军事单位都具备调动不同兵种支援的能力，例如要求战斗机或轰炸机或海军轰炸或炮击步兵，以加强地面进攻的强度或保护他们的地面部队。在一些基础较好，机械化与信息化水平较高的军队中，兵种的合成有时会被下放到比一般军队的层级更低，例如美国陆军就时常在战时临时组建的“连级战斗队” （英語：Company team）中同时编入步兵、坦克、工程兵与防空兵。

## 古代与近代

### 公元前与罗马时期

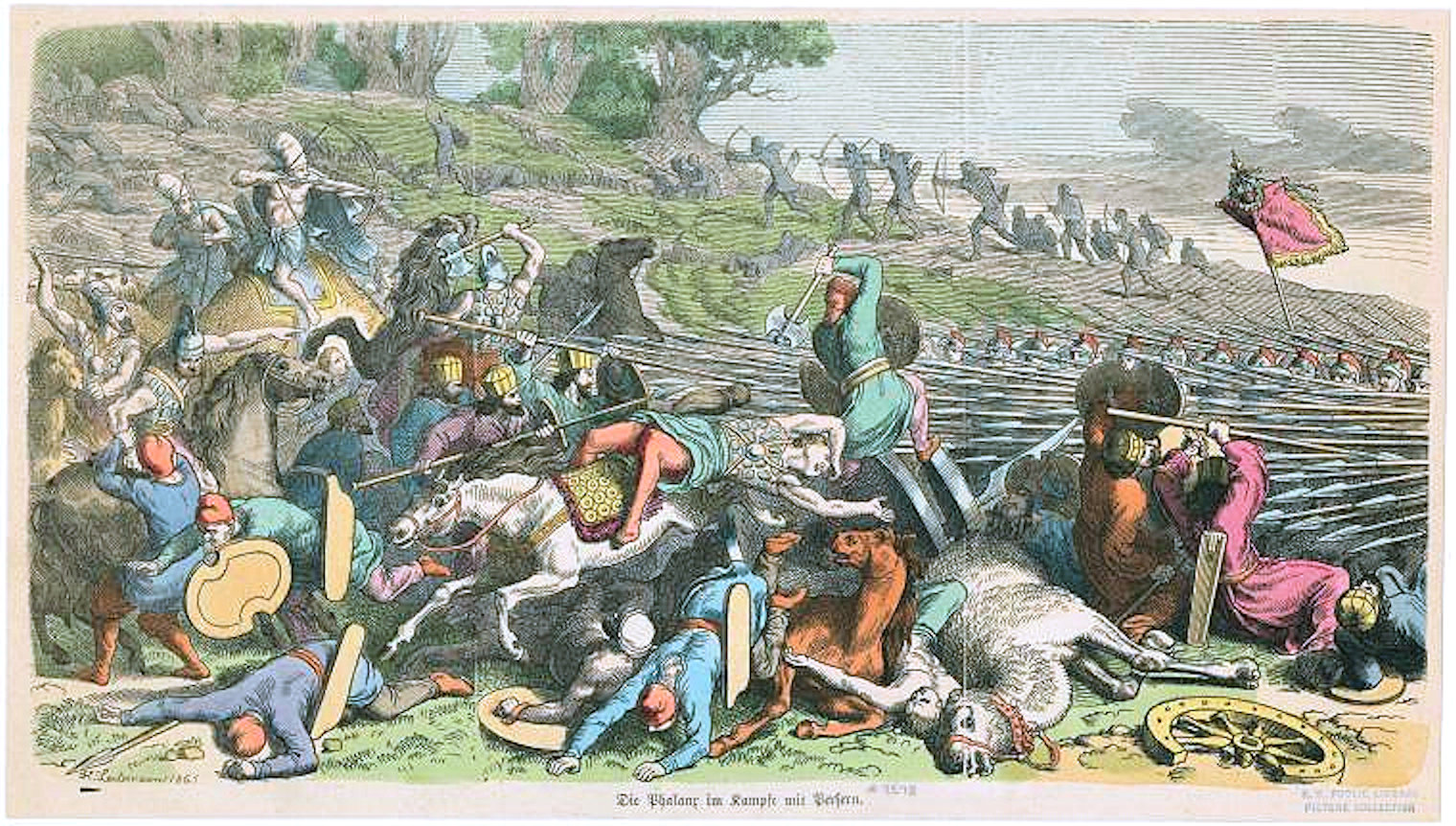
希腊长枪方阵与弓箭手的协同作战

合成作战可以追溯到古代的战争时期，古代军队通常会部署散兵部队以在接敌之前保护他们的长矛手。尤其是在古希腊重装步兵战术中，但是这种战术的侧重点仍然仅局限于这些重装步兵。而在更复杂的情况下，世界各国的军队几乎都会部署轻型、中型或重型步兵、骑兵、战车、骆驼骑兵、战象和机械武器的不同组合。在这种情况下，合成就是意味着如何最好地利用组织与协调单位以各种方式武装次要武器、长矛或投掷武器，以有组织与协调的攻击以破坏并摧毁敌人。
马其顿国王腓力二世在传统的希腊城邦合成作战上进行了重要改良，通过新式的马其顿方阵配合重骑兵和其他兵种。在这种战术中，方阵将会作为正面力量以抵挡住敌军的冲击，直到重装骑兵可以通过数量优势压垮敌军防线。
马略改革前的罗马军团在当时也是一支合成化的军队，军团包括4个兵种
- 轻步兵（拉丁語：velites），仅装备一面小圆盾、标枪与短剑
- 作为主要进攻力量的青年兵（拉丁語：hastati）和壮年兵 (拉丁語：principes），装备短剑、方盾与2-3支重标枪
- 作为军团防御中流砥柱的后备兵 （拉丁語：triarii），以类似于方阵的形式进行防守作战，装备长矛而不是重标枪以及更大的盾牌
- 用于侦察、保护侧翼和追击敌人的罗马骑士团（拉丁語：equites）

而马略改革后，罗马军团就基本成为了一个纯重步兵组成的军事单位。军团有时也被编入一个更高级别的合成单位——例如，在某个时期，一位将军习惯于指挥两个军团加上两个编制相同但装备互有轻重的辅助单位，较轻的单位可用作掩护或在崎岖地形中作战。
中国汉朝时期的军队也是一个例子，汉军习惯于部署步兵、弩兵和骑兵（包括骑射手和重装枪骑兵在内）共同在一个体系中作战。

### 中世纪欧洲
在黑斯廷斯战役中，在盾墙后面作战的英格兰步兵被一支由弓箭手、步兵和骑兵组成的诺曼军队击败。诺曼人使用的策略之一是诱使英格兰人离开盾墙攻击撤退的诺曼步兵，然后使用骑兵在开阔地域摧毁了他们。同样，苏格兰的Sheltrons方阵也是为对抗英国重骑兵的冲锋而开发的，并在斯特灵桥之役中成功用于对抗英格兰骑兵，但在福尔柯克之役中则被英格兰的弓箭手与骑士的合成部队所击败。黑斯廷斯和福尔柯克战役都展示了如何使用多兵种合成来击败仅依靠单一兵种的敌人。

### 15至19世纪
一般来说，西非的稀树草原骑兵也都采用合成作战的方式，很少在没有步兵支援的情况下作战。
由法兰西的重型装甲宪兵、瑞士和兰茨克内赫特雇佣长枪手和重型火炮组成的瓦盧瓦國王的法国军队在从中世纪战争方式到现代作战方式早期的过渡时期形成。
15 世纪后期，欧洲开始出现了长矛兵和火枪兵合成的军队，从西班牙将军貢薩洛·費爾南德斯·科爾多瓦的私兵开始，在 16 世纪逐渐演变成了西班牙哈布斯堡和神圣罗马帝国的军队。
而在日本，在1575年的长篠之战中，织田氏的军队成功地使用合成部队对抗严重依赖骑兵的武田氏。织田军竖起栅栏来保护击落武田骑兵的足轻火枪手，而他们的武士则负责砍倒任何设法接近近战范围的敌人。
17世纪，在较低（团）级别上越来越多地使用合成部队，瑞典国王古斯塔夫·阿道夫是这个战术的重要倡导者。对于火力支援，他将“指挥火枪手”单位与骑兵单位紧密联系起来，并部署轻型3磅炮为步兵部队提供成建制的火炮支援。
18世纪，军团的概念得到了复兴。军团现在由火枪手、轻步兵、龙骑兵和大炮组成，组成旅级部队。这些军团经常将现役军人与民兵结合起来。也许最显着的例子是在拿破仑战争期间法國大军团在其先遣分队中使用轻骑兵、轻步兵和轻马炮。

#### 拿破仑战争
经过25年的战争，在滑铁卢战役中的军队以类似的方式组织成由步兵、骑兵和炮兵组成的战术兵团（参见滑铁卢战役的双方编制），并使用类似的合成战术，每个军内都有步兵或骑兵师，由旅和一个炮兵部队组成。一支军队通常还会在陆军指挥官的直接指挥下拥有所有三种兵种的训练和物资储备，这些兵种可以被派去支援任何军或师。内伊元帅在战斗中指挥的强大的法军未能打破威灵顿的步兵方阵，而内伊未能充分使用他的部队中的马炮来补充骑兵的弱点以打破方阵通常被认为是失败的主要原因。这就是为什么指挥官需要使用多兵种合成来克服敌方用来挫败军队单一兵种进攻的战术的一个例子。

## 20世纪与世界大战
现代合成兵种战术的发展始于第一次世界大战。在西线初期，战斗陷入停滞的堑壕战。双方将领都将常规军事思维应用于他们面临的新武器和新形势。在一战早期阶段，战术通常包括重型火炮弹幕，然后是对防御攻势完备的敌人进行大规模正面攻击。这些策略在很大程度上是不成功的，并导致大量人员伤亡。
随着战争的进展，开发出新的合成战术，通常被描述为“全军种战斗” (英語：All arms battle)。其中包括对攻击士兵的直接近距离火炮火力支援（徐进弹幕）、空中支援以及坦克和步兵之间相互支援。合成作战的第一个例子是康布雷战役，其中英国军队使用坦克、大炮、步兵、轻武器和空中力量突破敌军防线。在此之前，这样的战役通常会持续数月，造成数十万人伤亡。协调和计划是关键要素，在1918年的百日攻势中使用合成战术，使得协约国得以利用敌人战壕的突破口，迫使同盟国投降。
而到了第二次世界大战，合成作战的体现主要在苏德战场中出现，如纳粹德军的闪电战和苏联红军的大纵深机械化作战学说。苏德双方在部队编成中均按照特定比例配置了机动步兵 (乘坐卡车或半履带车的步兵)、坦克和装甲骑兵，并辅以火炮支援。而在进入西线战场后的美国陆军也开始尝试将原本师属的火炮、坦克与工兵等兵种加强至至步兵团，组建团级战斗队。

## 冷战与现代

### 中国人民解放军

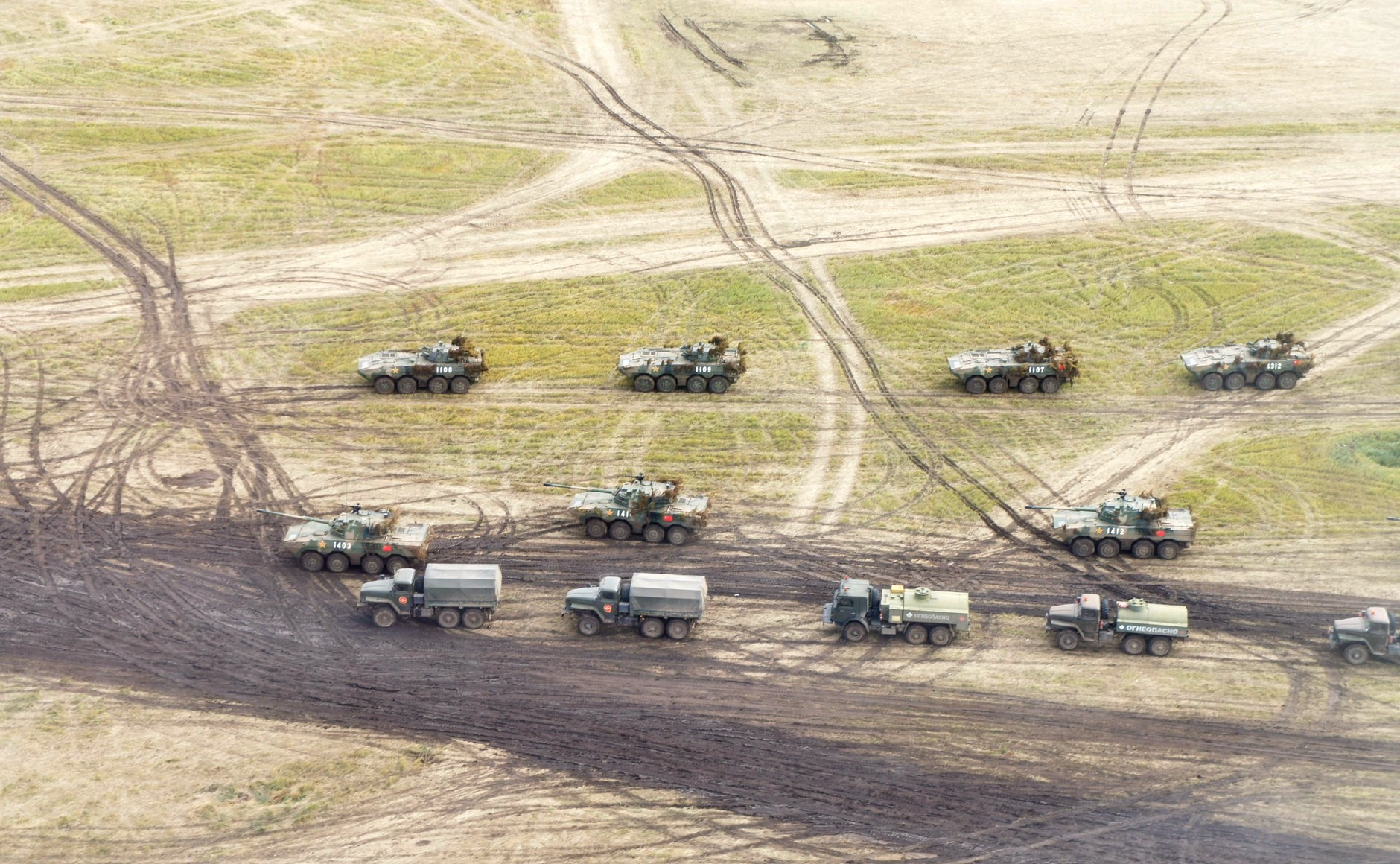
“东方-2018”演习中的解放军合成作战单位与配属的俄军保障单位

中国人民解放军及其前身长期由于种种限制，除了步兵与少量炮兵外，早期并无太多兵种合成作战的案例。但从最早毛泽东在确立中国工农红军的军事纲领时，集群作战的思维实际上一直深入中共领导的武装力量的骨髓。
建国后，得益于自苏联的军购和苏联军事思想的影响，中国人民解放军开始组建了正规的装甲兵、炮兵、防空兵、航空兵等兵种。并于50年代早期成功将摩托化步兵、坦克、自行火炮编入同一个师级单位，三个坦克师就此编成。1955年，苏联从旅大撤军，步兵第190师接受了苏军第7机械化师的装备后，改编成为中国人民解放军第一机械化师，这是中国军事史上第一支真正意义完全的机械化合成战术兵团。但很快由于不被认为符合当时的中国国情，一机师仅成立6年就将其中的坦克与自行火炮调出，重新变为以步兵为主导。
1960年代，中国人民解放军陆军开始尝试在部分陆军师内编制坦克团，以提升陆军师的合成作战能力。截至1985年百万大裁军，陆军第27军、陆军第38军、陆军第39军下属的共9个师均被改编为摩托化陆军师，具备合成部队的基本要素。
1981年3月1日，根据中央军委和武汉军区指示，第43军进行编组合成集团军试点。武汉军区炮兵第2师，坦克第11师，高炮第63师改隶第43军建制。第43军编组合成集团军（试点）后，下辖127、128、129三个陆军师和炮兵第2师、坦克第11师、高炮第63师3个兵种师以及军属高炮团、地炮团、坦克团和150中心医院等，全军共约7万人。
1985年，随着百万大裁军的进行，陆军35个军调整组建为24个合成集团军。每个新成立的集团军除以前的3个步兵师外，还配备1个坦克师/旅，1个炮兵师/旅，1个高炮旅，并编入直属通信团、工兵团等直属队，每一个陆军集团军都具备步兵、装甲、火炮、防空、工兵部队与分队。1988年起，各个集团军陆续开始组建陆军航空兵部队，合成集团军开始编入直升机，每个集团军可以遂行更加多样化的作战任务并具备较强的自持力。
1975年，北京军区陆军某军在演习中第一次尝试将合成化下放至营一级，组建“合成营”。但由于当时陆军的摩托化与机械化水平极低，所以解放军并没有能力维持这样的编制。经过近40年的长足发展，解放军陆军的机械化与信息化水平有了长足进步，终于具备了更深层次合成部队的组建条件。从2012年开始，解放军正式开始试点编组合成营，将坦克连、装甲步兵连、火力支援分队甚至是后勤保障分队合成到同一个营内，使得每一个营都具备独立合成化作战的能力。合成旅、合成营的编制最终于2017年正式确立为陆军的机动作战基本单元延续至今。

### 中华民国国军
2019年4月，由時任國防部部長嚴德發下令以美軍聯兵營及解放軍合成營為師，將中華民國陸軍各裝甲旅、機械化步兵旅與關渡地區指揮部下轄戰車營、機械化步兵營混合編組成「聯兵營」，發揚聯合兵種作戰能力。共精簡1個戰車營和6個機械化步兵營近3,000人，約1個聯兵旅的兵力，將其兵力充實其它部隊。聯兵營構想是為適應未來地面防衛作戰型態，將地面部隊朝「發揮聯合兵種協同」及「提升獨立作戰能力」方向發展，主要调整包括：
- 為強化指揮管制能力，聯兵營採「雙副營長」制度，過去一個營的編制為一名營長、一名副營長，但聯兵營採「雙副營長」制度，分別是一名營長、兩名副營長，因聯合兵種營涵蓋不同專業，除了營長養成須具備多專才，也透過具備不同專才的兩名副營長相互搭配，達到「互補」功效。例如，若營長為戰車兵出身，副營長就可能具備砲兵、輪型甲車專長[18]。
- 裝甲旅編成3個聯兵營，每個聯兵營配置2個戰車連、1個機械化步兵連、1個火力支援連、1個戰鬥支援連。
- 機械化步兵旅編成3個聯兵營，每個聯兵營配置2個機械化步兵連、1個戰車連、1個火力支援連，1個戰鬥支援連。
- 各聯兵營增編1個「火力支援連」，包括刺針飛彈排、標槍飛彈排、拖式飛彈排、迫擊砲排、偵查排、狙擊組等[19]。
- 各聯兵營營部改稱「戰鬥支援連」，增編海軍、空軍、陸航聯絡官與UAV無人機圖資分析官，並增加衛生排等[20]。
- 主要調整單位：裝甲第542、564、584、586旅、機械化步兵第234、269、333旅、關渡地區指揮部的2個機械化步兵營，合計23個聯兵營的編組。
- 蘭陽地區指揮部、臺東地區指揮部、外離島部隊，維持原編制[21][22][23]。

### 美国军队

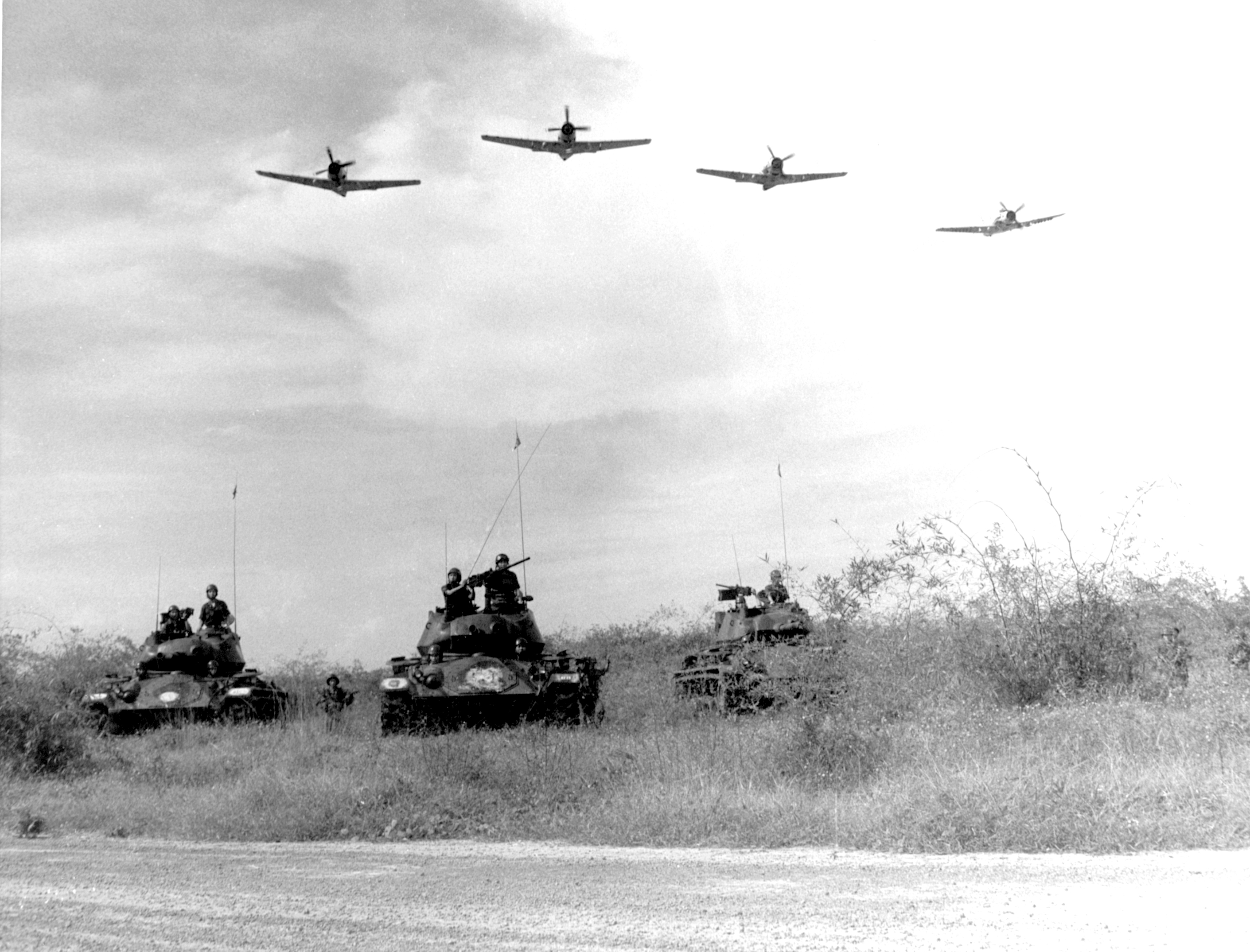
越南战争中，美军军机、步兵与装甲车辆在进行合成作战

1963年，美国海军陆战队正式将空地特遣部队（英語：Marine Air-Ground Task Force）的概念写入操典，将其作为远征作战的基本指导方针。美国海军陆战队所有规模的作战部署均由如下几个单元构成：
- 指挥与参谋单元（英語：Command Element）
- 地面作战单元（英語：Ground Combat Element）
- 航空单元（英語：Aviation Element）
- 后勤单元（英語：Logistics Element）

越南战争对美国陆军合成兵种学说的发展产生了深远的影响。由于地形非常复杂，无法进入敌军控制的作战地域，部队经常以空中突击的方式部署。出于这个原因，美军在越南的直接战斗时间比之前的战争多六倍，因为在后勤运输上花费的时间更少。结果结论证明：在直升机运载弹药、食物和燃料的支持下，步兵部队的效率提高了四倍。随着时间的推移，驻越南的美军也学会了将直升机作战和空中骑兵、装甲部队和炮兵部队在火力支援基地以及美国海军和美国空军提供的近距离空中支援来应对作战。
在 1991 年的海湾战争中，包括地毯式轰炸和精确制导弹药攻击在内的固定翼飞机打击与攻击直升机的大量打击相结合。在地面突击阶段，坦克和其他由攻击机支援的装甲战斗车辆扫荡剩余部队。前线在陆军履带车辆的上限处以40–50公里/小时以上的速度向前推进。
而进入21世纪，美国陆军将合成化的概念普及至旅，组建了“旅级战斗队” (英語：Brigade Combat Team)，分为如下三种：
- 重装旅级战斗队[註 4]（简称：HBCT），以机械化步兵、坦克、步兵战车、履带式自行火炮为主要装备
- 斯特赖克旅级战斗队（英語：Armored Brigade Combat Team；简称：SBCT），以乘坐斯特赖克装甲车的步兵为主
- 步兵旅级战斗队（英語：Stryker Brigade Combat Team；简称：IBCT），以选择性摩托化的轻步兵为主，时常可以得到大量的直升机支援

2022年，美国陆军宣布航路点 2028军改计划（英語：Waypoint 2028）内容，各级旅级战斗队不再拥有自己编制内的火炮与骑兵中队，转而将其收归上级指挥部门统一调配，这将使得旅级战斗队的合成化程度大大削弱。

## 延伸阅读
- House, Jonathan M.  (PDF). University Press of the Pacific. US Army Command General Staff College. 1984  [2022-06-22]. （原始内容存档 (PDF)于2018-11-01）.

- Perry, Roland. . Sydney: Random House. 2004.